# Salomon-Guillaume Counis
Salomon-Guillaume Counis est un peintre né à Genève le 22 juillet 1785 mort à Florence le 10 janvier 1859.

## Biographie
Sa famille était originaire de Kölleda en Thuringe, près de Sömmerda, son père fut graveur reçu bourgeois de Genève en 1791. 
Salomon-Guillaume fut élève de Wolfgang Adam Toepffer et à Paris de Anne-Louis Girodet de Roucy en 1808. Il fut le peintre d'Élisa Bonaparte, grande-duchesse de Toscane et sœur de Napoléon qui l'emmena en 1810 à Florence où il a le titre de «peintre en émail de la Cour». Il quitta Florence à la Restauration, séjourna à Genève et revint à Paris en 1815. Il s'installa définitivement à Florence en 1830.
À Paris, il exposa au Salon de 1810 à 1812 (médaille d'or du salon en 1812). Louis XVIII l'appelle le « Jean Petitot (peintre) de son règne ». 
Il est l'auteur d'un traité sur les émaux "Quelques souvenirs suivis d'une dissertation sur l'émail sur la porcelaine et d'un petit traité a l'usage du peintre en émail" (Éditeur Galileienne, 1842).

## Principales œuvres

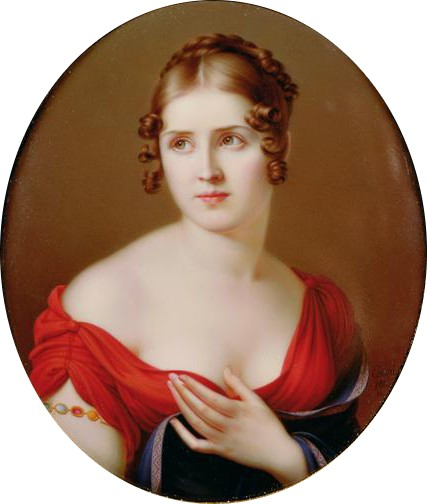
La belle Grecque, 1810

- Portraits de Marie-Anne Elisa Bonaparte et sa fille Napoléone Elisa Bacciochi (Musée du Louvre)
- La Galatée d'après Girodet (émail)
- Portraits sur émail des membres de la famille de Napoléon peints à Florence en 1810 et années suivantes (Musée d'Ajaccio)
- Portrait du comte de Forbin, exposé au Salon de 1817 (médaille d'or)
- Une jeune paysanne en prière, exposé au Salon de 1817
- Portrait 'La belle Grecque', Marie Pauline Bonaparte, Princesse Borghese, peint en 1810 (Galerie des Offices, Florence)
- Portrait de Madame de Staël d'après Baron Gérard, exposé au Salon de 1822
- Portrait de Louis XVIII d'après Paulin Guérin: le prince daigna adresser des félicitations à l'auteur sur son talent à l'occasion de ce portrait
- Quatre portraits du duc et de la duchesse de Berry, lors de la naissance du duc de Bordeaux
- Trois portraits de la duchesse de Berry dans son costume de veuve, exécutés d'après les intentions de la princesse
- 18 émaux d'après Corrège, Andrea del Sarto, Rubens, Raphaël, Titien (Museo Civico d'Arte Antica et Palazzo Madama, Turin)